# Ben
 For alternative betydninger, se Ben (flertydig). (Se også artikler, som begynder med Ben)
Ben er den del af et menneskets eller dyrs anatomi, der støtter resten af kroppen, og bruges til at bevæge sig med. Et menneske har to ben, men dyr kan have flere eller ingen.
I lægesprog kaldes ben for underekstremiteter.